# Santa Bárbara de Goiás
Santa Bárbara de Goiás est une municipalité brésilienne de l'État de Goiás et la microrégion d'Anicuns.